# NGC 638
NGC 638 (другие обозначения — UGC 1170, MCG 1-5-14, MK 1003, ZWG 412.11, IRAS01370+0659, PGC 6145) — спиральная галактика (Sb) в созвездии Рыбы. Открыта Льюисом Свифтом в 1886 году. Описание Дрейера: «очень тусклый, довольно маленький объект круглой формы».
Этот объект входит в число перечисленных в оригинальной редакции «Нового общего каталога». 
В галактике наблюдается повышенное ультрафиолетовое излучение, и потому её относят к галактикам Маркаряна. 
Галактика NGC 638 входит в состав группы галактик NGC 645. Помимо NGC 638 в группу также входят NGC 645, NGC 632, UGC 1137 и UGC 1172.